# Tyree Washington
 Tyree Washington ( Riverside,, 28 de agosto de 1976) é um ex-velocista norte-americano campeão mundial dos 400 m rasos. Ele também tem três  medalhas de ouro no Campeonato Mundial de Atletismo em Pista Coberta, nesta prova e no revezamento 4x400 metros.